# Lutz Trümper
Lutz Trümper (Oschersleben, 1º ottobre 1955) è un politico tedesco, sindaco di Magdeburgo dal 1º luglio 2001.